# Proasellus hypogeus
Proasellus hypogeus is een pissebed uit de familie Asellidae. De wetenschappelijke naam van de soort is voor het eerst geldig gepubliceerd in 1922 door Racovitza.